# Miles Ahead
Miles Ahead är ett musikalbum av Miles Davis som spelades in och lanserades 1957. Skivan producerades av Gil Evans som tidigare arbetat med Davis på Birth of the Cool-inspelningarna, och som skulle komma att producera flera av Davis mest kända skivor. På Miles Ahead är det endast Miles Davis själv som spelar solon, men man har ändå med en stor blåssektion. Detta var notabelt eftersom storbandsjazz ansågs vara passé under slutet av 1950-talet. De första utgåvorna av skivan gavs ut med ett omslag av en kvinna och ett barn på en segelbåt. Miles Davis gillade inte det omslaget och det byttes på senare utgåvor ut mot en bild av honom spelandes sin trumpet istället.

## Låtlista
1. Springsville (John Carisi) – 3:27
2. The Maids of Cadiz (Léo Delibes) – 3:53
3. The Duke (Dave Brubeck) – 3:35
4. My Ship (Kurt Weill) – 4:28
5. Miles Ahead (Miles Davis/Gil Evans) – 3:29
6. Blues for Pablo (Gil Evans) – 5:18
7. New Rhumba (Ahmad Jamal) – 4:37
8. The Meaning of the Blues (Bobby Troup/Leah Worth) – 2:48
9. Lament (J.J. Johnson) – 2:14
10. I Don't Wanna Be Kissed (By Anyone But You) (Jack Elliott/Harold Spina) – 3:05

## Medverkande
- Miles Davis – flygelhorn
- Bernie Glow – trumpet
- Ernie Royal – trumpet
- Louis Mucci – trumpet
- Taft Jordan – trumpet
- John Carisi – trumpet
- Frank Rehak – trombon
- Jimmy Cleveland – trombon
- Joe Bennett – trombon
- Tom Mitchell – bastrombon
- Willie Ruff – horn
- Tony Miranda – horn
- Bill Barber – tuba
- Lee Konitz – altsaxofon
- Danny Bank – basklarinett
- Romeo Penque – flöjt, klarinett
- Sid Cooper – flöjt, klarinett
- Paul Chambers – kontrabas
- Art Taylor – trummor